# 哈桑纳尔·博尔基亚国家体育场
哈桑纳尔·博尔基亚国家体育场（英語：Hassanal Bolkiah National Stadium，又稱，縮寫為）是文莱斯里巴加湾市的一座综合性体育场，得名于现任文莱苏丹哈桑纳尔·博尔基亚。体育场于1983年9月23日启用，可以容纳20,000名观众。目前，该体育场主要用于举办足球和田径赛事。

## 前期
体育场最初的构想来自于前文莱苏丹奧瑪阿里賽義夫汀三世，目的是为了纪念英国女王伊丽莎白二世在1972年2月对文莱的皇室访问。1972年5月16日，文莱苏丹哈桑纳尔·博尔基亚召集了一个专门委员会，正式决定在斯里巴加湾市兴建一座体育场。
与文莱其他公共建筑不同，文莱政府为修建体育场设立了一个基金，让民众有机会参与到对体育场建设的贡献之中。尽管最终募集的1,102,761.57美元的金额仅占总建筑成本（约1亿美元）的1.1%左右，但公众的参与仍然体现了对这一项目的巨大热情和支持。

## 建筑

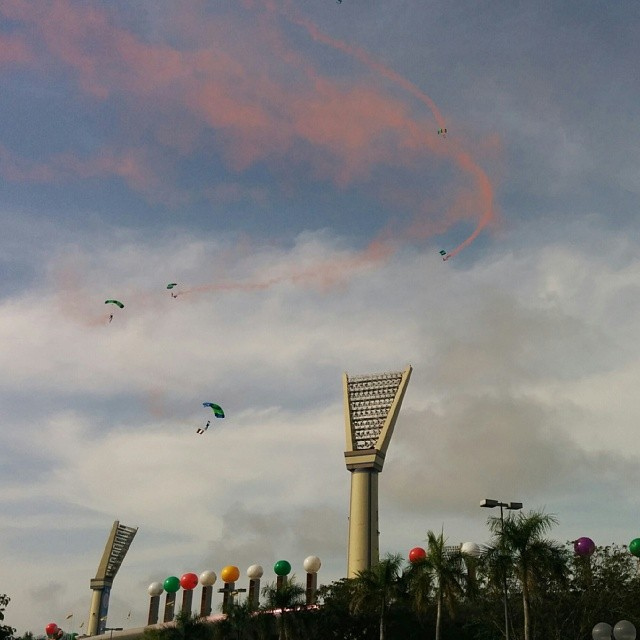
球场配备的高桅照明灯

体育场为南北向，看台位于西侧。体育场长850英尺（260），宽632英尺（193）。刚建成时，体育场可以容纳30,000名观众，其中包括110个皇室坐席、500个VIP坐席和3,000个站立席位。球场拥有四座高198英尺（60）的高桅照明灯，每座照明灯都配备了108个功率为2千瓦的金属卤化物灯。看台采用铝制屋顶，总长度为 198英尺（60），总宽度为 135英尺（41）。停车场可容纳2,785辆私家车和158辆公交车。足球场和田径场的建设均符合国际足联和国际田联的标准。体育场北侧设有一个视频计分板，可显示拉丁文和爪哇文的文字和比分。

## 开幕
体育场于1983年9月23日开幕，以纪念哈桑纳尔·博尔基亚的父亲、前文莱苏丹奧瑪阿里賽義夫汀三世的69岁生日。开幕日当晚，文莱国家足球队同到访的英格兰联赛球队谢菲尔德联足球俱乐部进行了一场友谊赛，后者克服了时差与潮湿天气的影响，以1-0的比分取胜。次日，谢菲尔德联足球俱乐部同文莱邀请队又进行了一场比赛，双方战成1-1平。

## 修缮

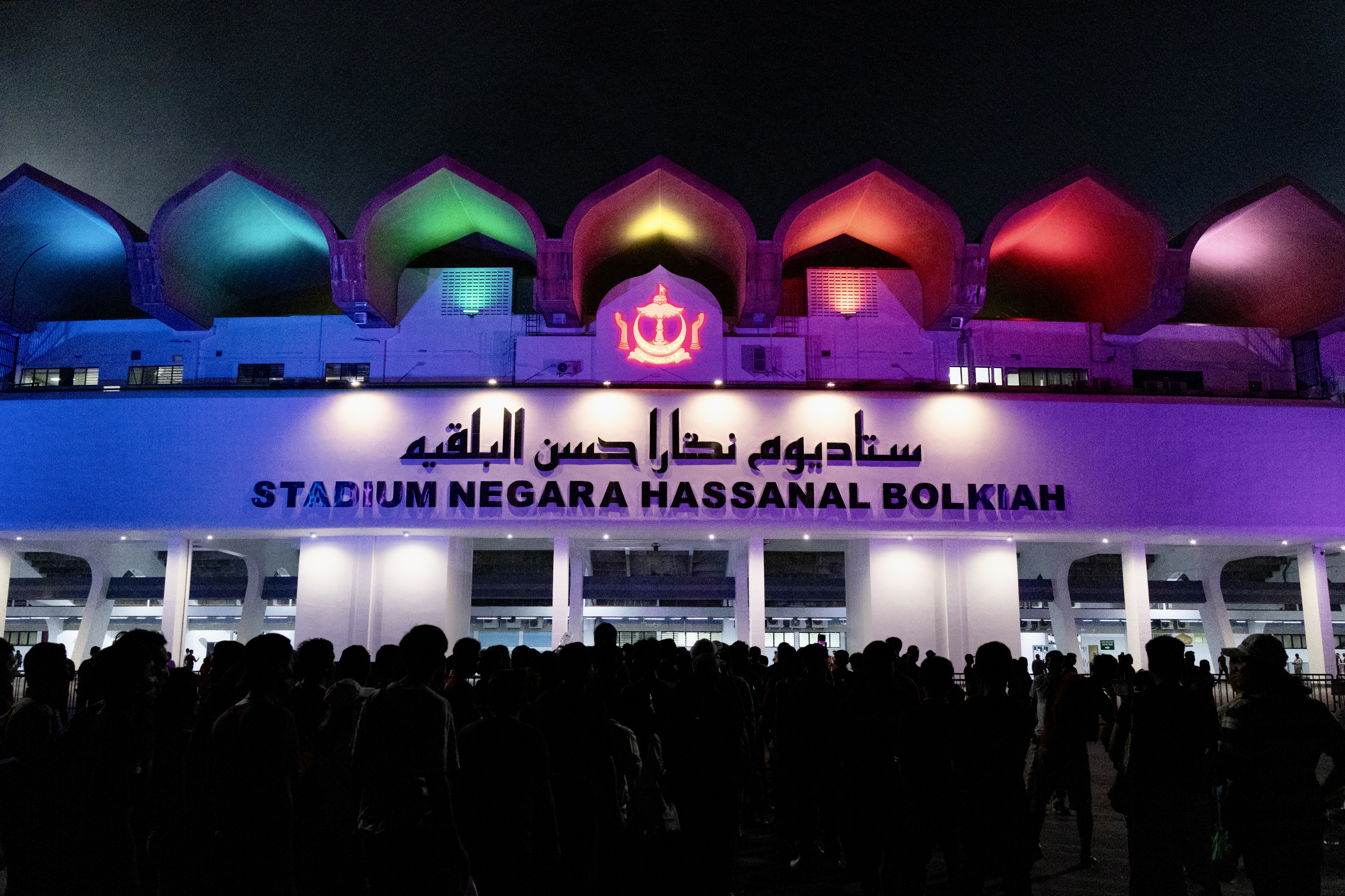
2023年修缮工程完工后的体育场正门

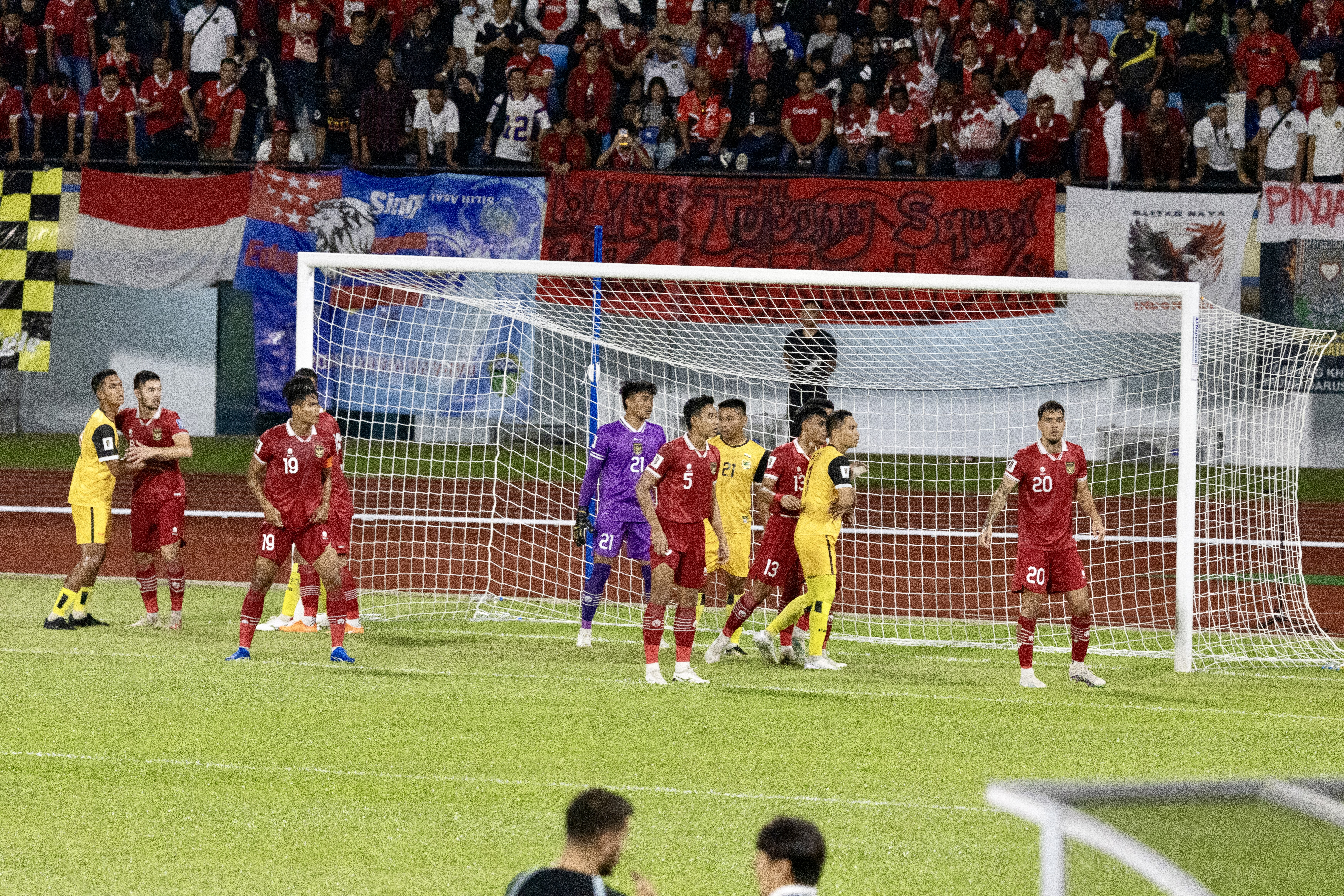
体育场于2023年修缮工程完工后的首场比赛

哈桑纳尔·博尔基亚体育场历经多次翻修。1999年，为了筹备1999年东南亚运动会，体育场将电子记分牌和座椅进行了升级。2021年，体育场再次进行升级，座位调整至28,000个，工程于2023年10月竣工。文莱国家足球队和印度尼西亚国家足球队的2026年世界杯亚洲区外围赛是修缮工程完工后的首场正式比赛，有17,000名观众入场观赛。